# تپه سه گرکان
تپه سه گرکان مربوط به هزاره اول (پیش از میلاد) است و در شهرستان پیرانشهر، بخش مرکزی، دهستان پیران، روستای سه گرکان واقع شده است. این اثر در تاریخ ۳۰ دی ۱۳۸۵ با شمارهٔ ثبت ۱۶۸۴۷ به عنوان یکی از آثار ملی ایران به ثبت رسیده است.